# Arteria interósea anterior
La arteria interósea anterior es una arteria que se origina en el tronco de las interóseas.

## Ramas
- Ramos musculares.
- Arteria mediana, que acompaña al nervio mediano.[1]

## Distribución
Se distribuye hacia los músculos flexores profundos del antebrazo.